# Gewichtsausgleich
Ein Gewichtsausgleich (auch Federzug oder Balancer) ist eine technische Vorrichtung zur Kompensation der Gewichtskraft beweglicher Teile durch eine entgegengesetzte Kraft, die durch ein Gegengewicht (Ballast), Federkraft, Hydraulik/Pneumatik oder einen Antrieb erzeugt werden kann. Ohne Fremdeinwirkung entsteht so eine ausgeglichene Ruhelage.

## Nutzung
Häufig eingesetzt wird ein Gewichtsausgleich bei der manuellen, vertikalen Positionierung von Gegenständen (z. B. Schultafel), aber auch bei zwangsläufiger Bewegung mit Antrieb, um die erforderlichen Antriebskräfte bzw. Drehmomente zu reduzieren (z. B. Fahrstuhl). Bei der Bewegung ist keine Hebearbeit zu verrichten, lediglich die Kraft zum Beschleunigen und Bremsen muss aufgebracht werden.

## Realisierung
Bei nichtveränderlichen Massen ist eine konstante Gegenkraft einfach per Seilzug mit Umlenkrolle und Gegengewicht realisierbar. Nachteilig ist die entsprechend größere Gesamtmasse und der Raumbedarf. Leichter sind Lösungen mit Spezialbandfedern oder herkömmliche Federn in Kombination mit einem Getriebe (zur Kompensation der Weg-Kraft-Kennlinie), mit denen sich die gewünschte, nahezu konstante Gegenkraft über den ganzen Weg realisieren lässt. Auch ein mit konstantem Druck betriebener Pneumatik- oder Hydraulikzylinder erfüllt diese Anforderung.
Bei variablen Gewichten (z. B. Werkzeug und verschiedene Werkstücke) können Gewichtsausgleiche mit Bremsen kombiniert werden, um einen Kräftebereich abzudecken (Hysterese). Nachteilig ist der dadurch höhere erforderliche Kraftaufwand zur Bewegung.
Aktive Systeme (Handhabungseinrichtungen) sind mit Antrieb und Regler ausgestattet und halten die Position des Objekts automatisch, unabhängig vom Gewicht. Über Bedienelemente oder Sensoren wird eine gewünschte Bewegung (manuelle Kraft von außen) erfasst und der Antrieb entsprechend angesteuert. Die Dynamik des Systems bestimmt seine Effizienz und Ergonomie.

## Beispiele
- Gegengewicht: Schultafel, Fahrstuhl, Deckenleuchte
- Gasdruckfeder: PKW-Heckklappe, Bürostuhl
- Bandfeder: höhenverstellbarer Monitor, Werkzeugaufhängung durch „Balancer“ an manuellen Arbeitsplätzen (z. B. autom. Schraubendreher)
- Schraubenzugfeder: Schreibtischleuchte